# Žan Jevšenak
Žan Jevšenak, slovenski nogometaš, * 15. maj 2003, Maribor.
Jevšenak je profesionalni nogometaš, ki igra na položaju vezista. Od leta 2024 je član italijanskega kluba Pisa, ki ga je leta 2025 posodil v Oliveirense. Pred tem je igral za portugalsko Benfico B, s katero je osvojil portugalsko mladinsko prvenstvo in mladinsko ligo UEFA v sezoni 2021/22 ter medcelinski pokal do 20 let leta 2022. Bil je tudi član slovenske reprezentance do 15, 16, 17, 18, 19 in 21 let.